# Міністерство соціальних справ та зайнятості Нідерландів
Міністерство соціальних справ і зайнятості (нід. Ministerie van Sociale Zaken en Werkgelegenheid; SZW) — нідерландське міністерство, відповідальне за соціальні справи, відносини між роботодавцями та працівниками, соціальне забезпечення, профспілки та емансипацію. Воно було засноване в 1918 році як Міністерство праці та кілька разів змінювало назву, перш ніж воно стало Міністерством соціальних справ і зайнятості в 1981 році. Міністерство очолює міністр соціальних справ і зайнятості, нині Карієн ван Генніп із Християнсько-демократичного заклику.

## Обов'язки
Міністерство відповідає за п'ять сфер політики:
- Зайнятість і ринок праці
- Соціальна безпека
- Політика доходів
- Відносини між роботодавцями та працівниками
- Охорона праці

## Організація
Зараз міністерство очолюють один міністр і один державний секретар. Головний офіс міністерства знаходиться в Гаазі. Державну службу очолюють генеральний секретар (нині Лоес Малдер) і заступник генерального секретаря, які очолюють систему трьох генеральних директоратів:
- Відносини між роботодавцями та працівниками та міжнародні відносини
- Охорона праці та медичне та соціальне страхування
- Політика ринку праці та соціального забезпечення

Крім того, існує генеральний інспектор, відповідальний за перевірку зайнятості та доходів, який контролює місцеві центри зайнятості та доходів.

## Центри мобільності
Починаючи з 2006 року, Міністерство створило мережу центрів мобільності, функція яких полягає в координації багатьох компаній будь-якої галузі для полегшення переміщення працівників між компаніями. Це розглядається як альтернатива вимушеним звільненням.

## Історія
Міністерство було засновано в 1933 році, в розпал Великої депресії. До цього обмежена соціальна політика була компетенцією Міністерства економіки. Після Другої світової війни міністерство стало набагато важливішим, оскільки Нідерланди перетворилися на державу добробуту.
У 1982 році відповідальність за політику ринку праці була передана міністерству з міністерства економіки з метою розширення портфеля віце-прем'єр-міністра Йоопа ден Уйла. Емансипація також стала обов'язком міністерства.